# Jim Hughson
Jim Hughson, född 9 oktober 1956, är en kanadensisk sportkommentator som främst är känd för att kommentera ishockeyligan NHL och Toronto Blue Jays baseballmatcher.